# Orbagna
Orbagna är en kommun i departementet Jura i regionen Bourgogne-Franche-Comté i östra Frankrike. Kommunen ligger i kantonen Beaufort som tillhör arrondissementet Lons-le-Saunier. År 2018 hade Orbagna 240 invånare.

## Befolkningsutveckling
Antalet invånare i kommunen Orbagna
Referens:INSEE